# Plator yunlong
Plator yunlong là một loài nhện trong họ Trochanteriidae. Loài này phân bố ở Trung Quốc.